# Alana Gebremariam

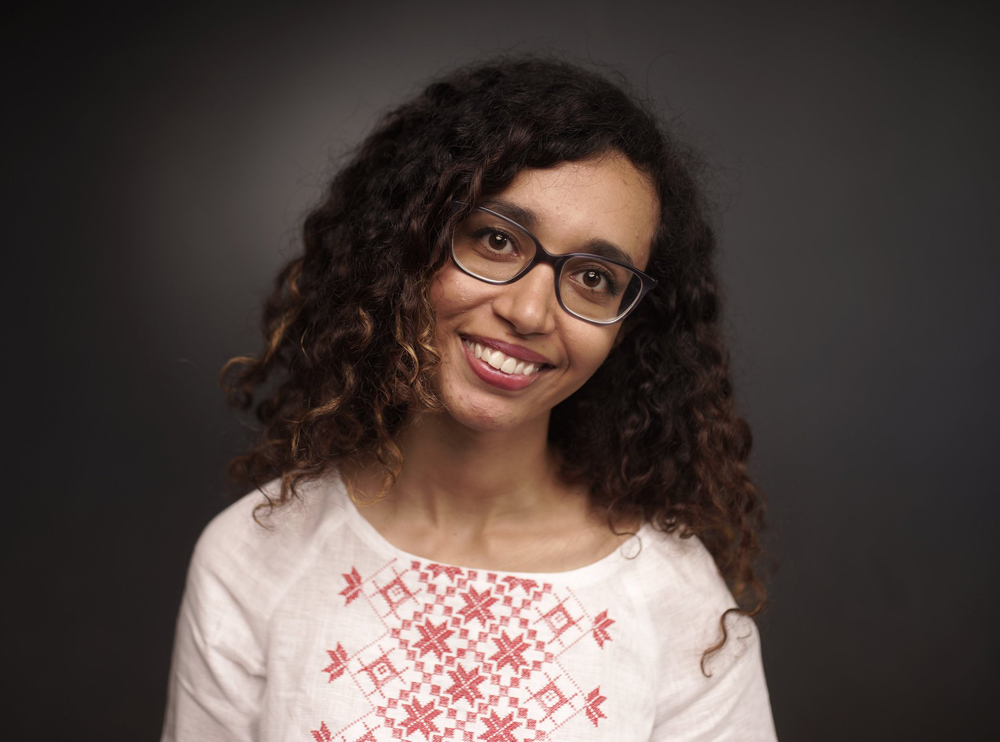
Alana Gebremariam, 2020

Alana Gebremariam (belarussisch Алана Гебрэмарыям, russisch Алана Гебремариам auch Alana Hebremaryjam; * 7. März 1997) ist eine belarussische Aktivistin und Feministin. Sie kandidierte als erste Schwarze Frau bei der Parlamentswahl 2019.

## Leben und (hochschul)politisches Wirken
Alana Gebremariam ist Absolventin an der zahnmedizinischen Fakultät der Belarussischen Staatlichen Medizinischen Universität. In diesem Fachgebiet konnte sie aufgrund ihres politischen Engagements keine Stelle finden.
Sie war Vorstandsmitglied in der Assoziation Belarussischer Studierender (belarussusch Zadzinočannja belaruskich studėntaŭ, kurz BSA), eine der wenigen unabhängigen Studierendenvereinigungen in Belarus.  Die BSA wurde Ende der 80er Jahre gegründet und setzt sich seither für mehr Demokratie an Universitäten und in der Gesellschaft ein.
Außerdem ist Alana Gebremariam Mitgründerin des „Jugendblocks“ innerhalb der Belarussischen Sozialdemokratischen Hramada, der bei der Parlamentswahl 2019 antrat. Sie hat sich somit als erste Person of Colour für die belarussischen Parlamentswahlen aufstellen lassen.

„Freiheit ist einer der wichtigsten Werte für mich. Das ist es, wofür ich immer eintreten werde. Aber wenn ich meine Freiheit zugunsten von Reformen in Belarus opfern muss, werde ich das tun. Ich bin auf alles gefasst und versuche nicht in Panik zu geraten. Es ist unmöglich, Angst zu haben und gleichzeitig eine Reformerin zu sein.“

## Engagement bei Protestbewegung und Inhaftierung
Alana Gebremarium engagierte sich jahrelang für Demokratie und studentische Partizipation in der Hochschulpolitik. Im August 2020 trat sie dem oppositionellen Koordinierungsrat von Sviatlana Tsikhanouskaya bei und wurde ihre Assistentin für Jugendfragen.
Am 12. November 2020 wurde sie im Rahmen des „Studentenfalls“ zusammen mit 10 weiteren Studierenden verhaftet und sitzt seit dem 13. November in Untersuchungshaft. Ihr wird vorgeworfen, gegen Artikel 342 des belarussischen Strafgesetzbuches, aufgrund der groben Störung der öffentlichen Ordnung, verstoßen zu haben. Alana wurde zu zweieinhalb Jahren Haft verurteilt.